# Aoi Yū
Aoi Yū (蒼井 優 Thương Tỉnh Ưu) (sinh ngày 17 tháng 8 năm 1985), là một diễn viên, người mẫu người Nhật Bản. Năm 2001, Aoi xuất hiện lần đầu trong bộ phim nổi tiếng All About Lily Chou-Chou của đạo diễn Iwai Shunji với vai Shiori Tsuda. Ba năm sau, cô tái hợp với Iwai trong phim Hana and Alice, đóng cùng Suzuki Anne. Các vai diễn đáng chú ý khác của Aoi gồm Kimiko Tanigawa trong Hula Girls và Hagumi Hanamoto trong phiên bản live-action của bộ manga Honey and Clover.
Cô kết hôn với diễn viên hài Ryota Yamasato vào ngày 3 tháng 6 năm 2019.

## Phim đã đóng

### Phim điện ảnh
| Năm  | Phim                                      | Vai diễn                  | Chú thích |
| ---- | ----------------------------------------- | ------------------------- | --- |
| 2001 | All About Lily Chou-Chou                  | Shiori Tsuda              | |
| 2002 | Kinema Tōri no Hitobito                   |                           | |
| 2002 | Gaichu                                    | Natsuko                   | |
| 2002 | Hashire! Kettamashin: Wedding Kyosō Kyoku | Vai chính                 | Nhạc kịch |
| 2003 | Worst by Chance                           | Bạn gái của Harada        | |
| 2003 | 1980                                      | Rika Hashiba              | |
| 2004 | Hana and Alice                            | Tetsuko (Alice) Arisugawa | Giải Nữ diễn viên chính xuất sắc nhất tại Japanese Professional Movie Award |
| 2004 | Mask de 41                                | Haruka Kuramochi          | |
| 2004 | Sea Cat                                   | Miya Noda                 | |
| 2005 | Tetsujin 28: The Movie                    | Mami Tachibana            | |
| 2005 | Turtles Swim Faster Than Expected         | Kujaku Ogitani            | |
| 2005 | Letters from Nirai Kanai                  | Fuki Asato                | |
| 2005 | Shining Boy & Little Randy                | Emi Murakami              | |
| 2005 | Henshin                                   | Kei Hamura                | |
| 2005 | Jukai                                     |                           | |
| 2005 | Otoko-tachi no Yamato                     | Taeko                     | Đề cử giải Nữ diễn viên phụ xuất sắc nhất của Viện Hàn Lâm Nhật Bản |
| 2006 | Honey and Clover                          | Hagumi Hanamoto           | Giải nữ diễn viên phụ xuất sắc nhất tại Giải thưởng điện ảnh Hochi Giải nữ diễn viên phụ xuất sắc nhất tại Giải thưởng Kinema Junpo Giải nữ diễn viên phụ xuất sắc nhất tại Giải thưởng điện ảnh Mainichi |
| 2006 | Hula Girls                                | Kimiko Tanikawa           | Giải nữ diễn viên phụ xuất sắc nhất tại Giải thưởng Viện Hàn Lâm Nhật Bản Giải nữ diễn viên phụ xuất sắc nhất tại Giải thưởng điện ảnh Hochi Giải nữ diễn viên phụ xuất sắc nhất tại Giải thưởng Kinema Junpo Giải nữ diễn viên phụ xuất sắc nhất tại Giải thưởng điện ảnh Mainichi Giải Tài năng mới nổi bật nhất tại Giải thưởng Điện ảnh của báo Nikkan Sports |
| 2006 | Tekkon Kinkreet                           | White                     | Lồng tiếng |
| 2006 | Rainbow Song                              | Kana Sato                 | |
| 2007 | Mushishi                                  | Tanyu                     | |
| 2007 | Welcome to the Quiet Room                 | Miki                      | |
| 2008 | Don't Laugh at my Romance                 | En-Chan                   | Đề cử Nữ diễn viên phụ xuất sắc nhất của Giải thưởng Điện ảnh châu Á |
| 2008 | Best Wishes for Tomorrow                  | Kazuko Moribe             | |
| 2008 | One Million Yen Girl                      | Suzuko Sato               | tên cũ: Hyakuman En To Nigamushi Onna |
| 2008 | Tokyo!                                    | Người đưa pizza           | |
| 2009 | Honokaa Boy                               | Kaoru                     | |
| 2009 | Ikechan and Me                            | Ikechan                   | Lồng tiếng |
| 2010 | Otōto                                     | Koharu Takano             | |
| 2010 | Flowers                                   | Rin                       | |
| 2010 | Raiou                                     | Yū                        | |
| 2010 | Redline                                   | Sonoshee                  | Lồng tiếng |
| 2011 | Patisserie Coin de rue                    | Natsume Usuba             | |
| 2011 | Vampire                                   | Mina                      | |
| 2011 | Tamatama                                  |                           | |
| 2012 | Rurouni Kenshin                           | Takani Megumi             | |

### Phim truyền hình
| Tên phim                    | Nhân vật                     | Loại vai  | Năm  | Đài phát sóng |
| --------------------------- | ---------------------------- | --------- | ---- | ------------- |
| Ao to Shiro de Mizuiro      | Shiina Kasumi                | Vai chính | 2001 | NTV           |
| Natsu no Yakusoku           | ??                           | Vai phụ   | 2002 | TV Asahi      |
| Kou Kou Kyoushi (2003)      | Ezawa Mami                   | Vai phụ   | 2003 | TBS           |
| 14 Months                   | Igarashi Yuko                | Vai phụ   | 2003 | NTV           |
| Honto ni Atta Kowai Hanashi | Hiragi Mayu                  | Vai phụ   | 2004 | Fuji TV       |
| Ichiban Taisetsu na Date    | Hagiwara Kaori               | Vai chính | 2004 | TBS           |
| Nanako to Nanao             | Nanako                       | Vai chính | 2004 | NHK           |
| Yonimo Kimyona Monogatari   | ??                           | Vai phụ   | 2004 | Fuji TV       |
| Tiger & Dragon              | Risa                         | Vai phụ   | 2005 | TBS           |
| Dr. Koto Shinryojo (2006)   | Nakai Mina                   | Vai phụ   | 2006 | Fuji TV       |
| Camouflage                  | Chika, Makoto, Umeko, Suzuko | Vai chính | 2008 | WOWOW         |
| Osen                        | Handa Sen                    | Vai chính | 2008 | NTV           |
| Ryōma den                   | Omoto                        | Vai phụ   | 2010 | NHK           |
| Unubore Deka                | Konuma Setsuko               | Vai phụ   | 2010 | TBS           |
| Shokuzai                    | ??                           | Vai chính | 2012 | WOWOW         |